# Barbara Paciorek Paleta
Barbara Paciorek Kowalowka Paleta (Cracóvia, 2 de fevereiro de 1951 - Cidade do México, 27 de abril de 2011) foi uma professora, artista plástica, desenhista e pintora mexicana-polonesa. Ela estudou na Academia de Belas Artes de Cracóvia entre os anos de 1965 e 1971, onde obteve o título de professora de artes com especialização em desenho gráfico (gravuras, tipografia e arte visual).

## Biografia
Bárbara desde 1972 apresentou suas obra em mais de 50 exposições individuais e coletivas no México, Estados Unidos, Canadá, Polônia, Rússia, Japão, Holanda e Itália, entre vários outros países.
Desde 1980 residia no México, juntamente com suas filhas as atrizes Ludwika Paleta, e Dominika Paleta, por conta de convites de trabalho do violinista e produtor musical Zbigniew Paleta, desde então não voltaram e residir em seu país natal, suas duas netas e seu neto são mexicanos. Bárbara também trabalhou nas áreas de pintura, e papel feitos à mão.
Também desde 1980, foi professora da Universidad Iberoamericana, na qual sua filha Dominika se graduou em "História da arte", e na Universidad Autónoma Metropolitana unidade Xochimilco na Cidade do México.
Em 1990 Bárbara estudou as técnicas de trabalho em papel japonês as gravuras "Washi Zookei" no Japão, com o professor Teiji Ono.
No dia 27 de abril de 2011, Bárbara faleceu na Cidade de México vítima de complicações após cirurgia realizada um mês antes em consequência de um câncer de estômago.

## Exposições individuais
- Galería del Estado IVEC, Xalapa, Veracruz, México - (1994)
- Galería El Juglar, Cidade do México - (1994)
- Galería El Almacén, Cidade do México - (1996)
- Galería Centro Tlalpan, Cidade do México - (1998)
- Paisajes venideros, UIA, Cidade do México - (1998)
- Galería Universitaria, Xalapa, Veracruz, México - (2000)
- Casa del Poeta Ramon López Velarde, Cidade do México - (2002)
- Exposiciones colectivas (na década de 70)
- El Miniprint Internacional de Cadaques, Cadaques, Espanha - (1991- 1994)
- Museum of Modern Art, Tokyo, Japão - (1992)
- 4th Sapporo Bienal Internacional de Gravura, Sapporo, Japão - (1998)
- Exposición Internacional Washi Zookei, Centro Interamericano, Cidade do México - (1998)
- Consejo Mundial de Artistas Visuales, Instituto de Cultura, Tlaxcala, México - (2000)
- 5th Exposición Washi Zookei de Setagaya, Tokyo, Japão - (2000)
- Galería Universitaria Ramon Alba de la Canal, Veracruz, México - (2000)
- Ciencias y Arte, UAM-Xochimilco, Cidade do México - (2000)
- Los maestros en la UAM, UAM Rectoría, Cidade do México - (2001)
- ¡Esto esta de muerte! Mexico-Espanha, Casa Jaime Sabines, Cidade do México - (2001)
- Metro en el metro, Metro Coyoacan, Cidade do México - (2001)
- 7 th Bienal Internacional de Gravura no México, Museum Franz Meyer, Cidade do México - (2002)
- Modern Art Gallery, Confrontations Polish Art, Los Angeles, California - (2003)
- 1th Bienal Washi Zoo Kei. México–Japão, Academia de San Carlos, Cidade do México - (2003)